# Charles Guilbert
Charles Guilbert, né le 15 mai 1972 à Caen,, est un coureur cycliste français.

## Palmarès et résultats

### Palmarès par année
- 1991
  - Maillot des Jeunes
- 1993
  - Une étape de la Ronde de l'Oise (contre-la-montre)[3]
  - 2e et 3e (contre-la-montre) étapes du Grand Prix Liberté-Dimanche
  - 2e étape des Trois Jours de Cherbourg (contre-la-montre)
  - 2e de la Ronde de l'Oise
  - 2e du Grand Prix Liberté-Dimanche
  - 3e du Grand Prix de Gerponville
- 1994
  - 4e étape de la Ronde de l'Oise[3]
  - 2e étape du Tour de l'Eure[3]
  - 2e étape du Tour d'Ille-et-Vilaine[3]
  - Grand Prix Liberté-Dimanche
  - 3e étape des Trois Jours de Cherbourg (contre-la-montre)
  - 2e du Tour de la Porte Océane
- 1996
  - 1re étape du Ruban granitier breton
  - 2e du Ruban granitier breton
- 1998
  - 2e de la Clásica de Sabiñánigo
- 1999
  - 3e du Circuit de l'Aulne
- 2002
  - 3e de Paris-Bourges
- 2003
  - 2e de la Route du Pays basque
- 2004
  - Circuit Méditéranéen
  - 1re étape du Tour de Franche-Comté[3]
  - Challenge Mayennais
  - Paris-Auxerre
  - Prix de la Saint-Laurent
  - 4e étape des Trois Jours de Cherbourg
  - Ronde Mayennaise
  - 2e de Tarbes-Sauveterre
  - 2e de Paris-Rouen
  - 3e du Tour de Franche-Comté
  - 3e du championnat de Normandie
- 2005
  - 5e étape du Ruban granitier breton
  - Tour de Gironde :
    - Classement général
    - 1re étape

  - 3e étape des Boucles de la Mayenne
  - Prix d'Armorique
  - Prix de la Mi-août
  - Grand Prix de Fougères
  - 2e du Ruban granitier breton
  - 2e des Boucles de la Soule
  - 2e du Trio normand
  - 3e du Tour de la Manche
  - 3e de la Polymultipliée lyonnaise
- 2006
  - Ronde du Pays basque
  - 3e de Paris-Camembert
  - 3e du Grand Prix de Luneray
- 2007
  - Boucles de la Soule
  - Trio normand (avec Yann Pivois et Noan Lelarge)

### Classements mondiaux
| Année           | 2005 | 2006 | 2007 |
| --------------- | ---- | ---- | ---- |
| UCI Europe Tour | 98e  | 396e | 589e |